# Annalena Miano
Annalena Miano (* 2000) ist eine Schweizer Schauspielerin.

## Leben
Annalena Miano ist im Wallis aufgewachsen. Ihre Muttersprachen sind Deutsch und Italienisch. Miano schloss 2024 an der Zürcher Hochschule für Angewandte Wissenschaften ihr Studium in Ergotherapie ab. In der ersten Staffel der Fernsehserie Tschugger stand Miano 2021 zum ersten Mal vor der Kamera. Sie spielt darin die Rapperin Valmira, die zur Verwirklichung ihrer Karriere vor kriminellen Handlungen nicht zurückschreckt.

## Karriere
Miano gab ihr Schauspieldebüt im Jahr 2021 in der Fernsehserie Tschugger in der Rolle der taffen Rapperin Valmira, welche sie in insgesamt vier Staffeln verkörperte. Die Serie zeichnet sich als preisgekrönte Kriminalkomödie aus und endete 2024 nach der vierten Staffel. Im Rahmen der vierten Staffel entstand auch der Kinofilm Tschugger – Der lätscht Fall, der Ende 2024 Premiere feierte. Zusätzlich ist Miano auch im Theater aktiv, beispielsweise in Shakespears  «Was ihr wollt» bei den Festspielen Nordwestschweiz 2025.

## Filmografie
- 2021–2024: Tschugger (Serie)
- 2023: The Palace (Kinofilm)
- 2024: Tschugger der Lätscht Fall (Kinofilm)